# Xyletobius hawaiiensis
Xyletobius hawaiiensis är en skalbaggsart som beskrevs av Perkins 1910. Xyletobius hawaiiensis ingår i släktet Xyletobius och familjen trägnagare. Inga underarter finns listade i Catalogue of Life.